# Brachyolenecamptus fuscosticticus
Brachyolenecamptus fuscosticticus är en skalbaggsart som beskrevs av Stefan von Breuning 1948. Brachyolenecamptus fuscosticticus ingår i släktet Brachyolenecamptus och familjen långhorningar. Inga underarter finns listade.